# Mitologia comparada

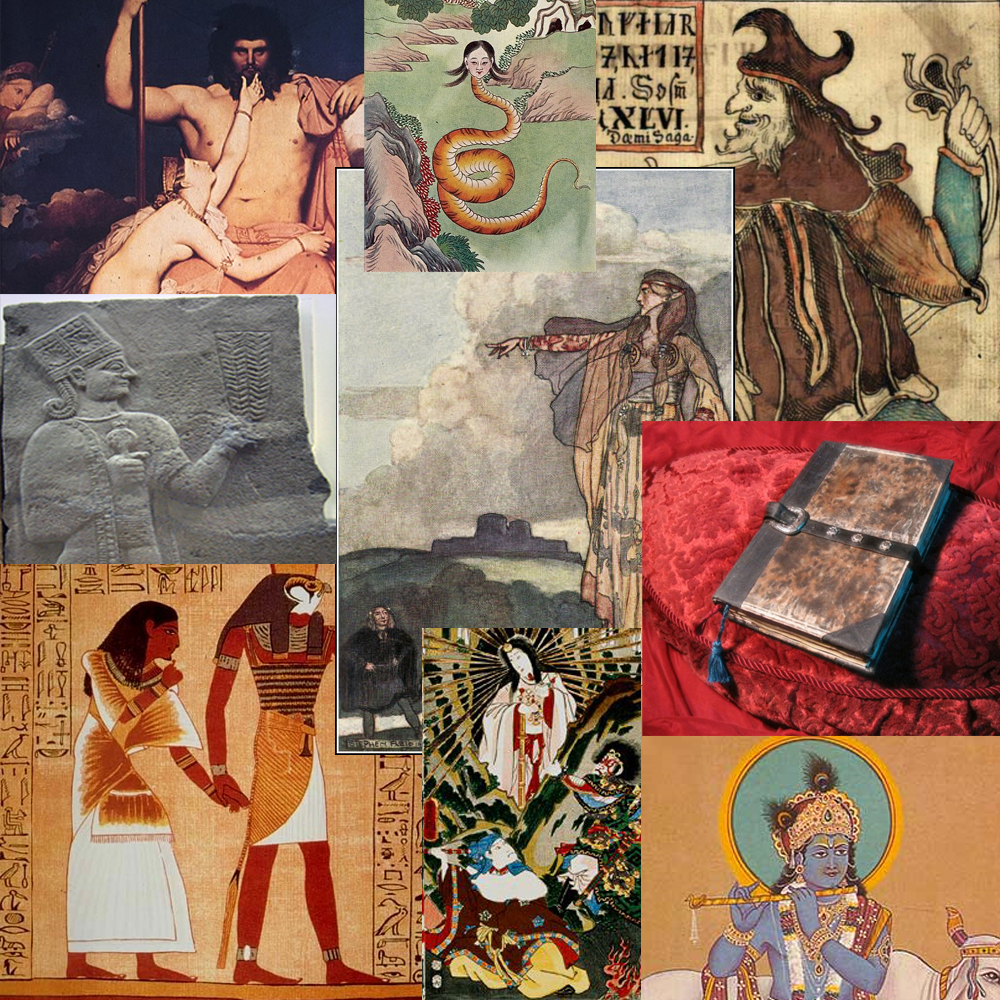
Vários mitos

Mitologia comparada é a comparação de mitos de diferentes culturas em uma tentativa de identificar temas compartilhados e características. Mitologia comparada serve a uma variedade de fins acadêmicos. Por exemplo, os estudiosos têm utilizado as relações entre os diferentes mitos para traçar o desenvolvimento de religiões e culturas, a propor origens comuns de mitos de diferentes culturas, e apoio a diversas teorias psicológicas.

## Comparativistas versus particularistas
O antropólogo C. Scott Littleton definiu mitologia comparada como "a comparação sistemática dos mitos e temas míticos elaborados a partir de uma grande variedade de culturas". Comparando diferentes culturas e mitologias, os estudiosos tentam identificar semelhanças subjacentes e/ou reconstruir uma "protomitologia" a partir do qual estas mitologias desenvolveram. Para uma medida, todas as teorias sobre mitologia seguem uma abordagem comparativa: como o estudioso da religião, Robert Segal, observa: "por definição, todos os teóricos [do mito] buscam semelhanças entre eles". No entanto, os estudiosos da mitologia podem ser dividido entre particularistas, que enfatizam as diferenças dos mitos, e comparativistas que enfatizam as semelhanças. Particularistas afirmam que "as semelhanças decifradas por comparativistas são vagas e superficiais", enquanto comparativistas tendem a "afirma que as diferenças expostos pelos particularistas são triviais e incidentais".
Abordagens comparativas a mitologia teve grande popularidade entre o século XVIII e século XIX. Muitos estudiosos acreditavam que todos os mitos mostraram sinais de ter evoluído a partir de um único mito ou tema mítico. Por exemplo, o filólogo Friedrich Max Müller do século XIX, liderou uma escola de pensamento que interpretou quase todos os mitos como descrições poéticas do sol. De acordo com esta teoria, estas descrições poéticas foram distorcidas ao longo do tempo em aparentemente diversas histórias sobre deuses e heróis. Porém os modernos estudiosos inclinam-se mais para o particularismo, e são desconfiados de ampla declarações sobre os mitos. Uma exceção a esta tendência é a teoria de Joseph Campbell, monomito, que é discutida a seguir. Outra recente exceção é a abordagem histórica seguida da reconstrução de Michael Witzel, das muitas camadas subsequentes das mitologias antigas (discutida mais adiante).
Joseph Campbell em muitos dos seus escritos sobre o que deve constituir uma ciência total da mitologia, descreve a diferença entre as duas abordagens: 
"Para que, uma visão ampla do campo [da mitologia], no reino das culturas bem estabelecidas um novo sistema de pensamento e civilização é recebido de forma criativa, não inerte. O processo de seleção é sensível e complexo, a adaptação e desenvolvimento traz novas formas em contato com aproximados análogos ou homólogos da sua herança nativa e, em certos casos, nomeadamente no Egito, Creta, no vale do Indo, e um pouco mais tarde, o Extremo Oriente - prodigiosas forças da produtividade indígenas são lançados no nativo estilo, mas também no nível da nova fase. Em outras palavras, embora a sua cultura em determinado período possa ser mostrada ter sido derivada, como um efeito de influências exteriores, o estilo particular de cada um dos grandes domínios podem ser mostrados a ser indígena. E assim é que um estudioso, especialmente o das formas nativas, tendem a defender o local, a originalidade, considerando que um olhar atento ao invés de para um ampla gama de provas difusas, técnicas, artefatos e motivos mitológicos, porque inclinaria a uma única história da cultura da humanidade, caracterizando-se por fases bem definidas do geral, embora não menos estilos locais bem definidos. Uma coisa é analisar a gênese e difusão subseqüente do patrimônio fundamental de todas as civilizações superiores de qualquer natureza; outro é para marcar o gênesis, maturação e morte de vários estilos mitológicos locais; e um terceiro é para medir a força de cada estilo local, no contexto da história unitária da humanidade. Uma ciência total da mitologia deve dar atenção, na medida do possível, a todos estes três." 

## Abordagens da mitologia comparativa

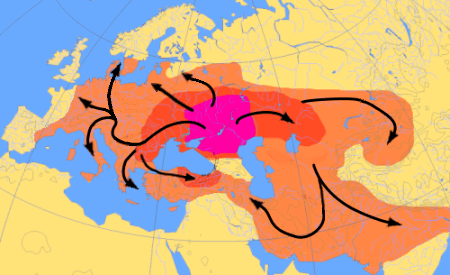
Expansão indo-europeia entre 4000–1000 a.c, de acordo com a Hipótese Kurgan.

Mitólogos comparatistas são provenientes de diferentes campos, incluindo o folclore, antropologia, história, linguística e estudos religiosos, e eles têm usado uma variedade de métodos para comparar os mitos. Estas são algumas abordagens importantes para a mitologia comparativa.

### Linguística
Alguns estudiosos olham para as relações linguísticas entre os mitos de diferentes culturas. Por exemplo, as semelhanças entre os nomes de deuses em diferentes culturas. Um exemplo bem conhecido desta abordagem é o estudo da mitologia indo-europeia. Os estudiosos têm encontrado semelhanças entre os termos míticos e religiosos utilizados em diferentes culturas da Europa e da Índia. Por exemplo, o deus grego do céu, Zeus Pater, o deus do céu romano, Júpiter, e o deus do céu indiano, Dyaus Pita, tem linguisticamente nomes idênticos.
Isto sugere que os gregos, romanos e indianos desenvolveram-se de uma cultura ancestral comum, e que os nomes de Zeus, Júpiter, Dyaus e o germânico Tiu (o dia de terça-feira em inglês) evoluiu a partir do antigo nome, *Dyēus ph2ter, a que se refere ao deus do céu ou  dia do pai em uma religião proto-indo-europeia.

### Estrutural
Alguns estudiosos olham para as estruturas compartilhada por diferentes mitos. O folclorista Vladimir Propp, propôs que muitos contos de fadas russos têm em comum uma estrutura do enredo, em que certos eventos acontecem em uma ordem previsível. Em contraste, o antropólogo Claude Lévi-Strauss analisou a estrutura de um mito em termos de relações abstratas entre os seus elementos, em vez de sua ordem na trama. Em particular, Lévi-Strauss acreditava que os elementos de um mito poderia ser organizado em oposições binárias (natureza x cultura, etc.). Ele pensou que o objetivo do mito era de "mediar" essas oposições, assim, a resolução básica de tensões ou contradições encontradas na vida humana ou de uma cultura.

### Psicológica
Alguns estudiosos propõem que os mitos de diferentes culturas revelam o mesmo, ou semelhante, forças psicológicas no trabalho daquelas culturas. Alguns pensadores freudianos têm identificado histórias semelhantes para o Édipo grego em muitas culturas diferentes. Eles argumentam que essas histórias refletem as diferentes expressões do complexo de Édipo nestas culturas. Da mesma forma, jungianos identificaram imagens, temas e padrões que aparecem nos mitos de muitas culturas diferentes. Eles acreditam que estas semelhanças resultado de arquétipos presentes no nível inconsciente de cada mente da pessoa.

### Histórica e comparativa
Uma nova abordagem, que é histórica e comparativa, tem sido recentemente proposta por E. J. Michael Witzel. Ele compara coleções de mitologias de várias culturas, da Islândia e do Egito para os Maias, e reconstrói cada vez mais antigos níveis, paralelamente, mas não necessariamente dependente de famílias de idiomas. A característica mais proeminente é uma linha histórica que se estende desde a criação do mundo e dos seres humanos. Este recurso é encontrado nas mitologias do norte da Eurásia e América ("Laurasia") enquanto ele está ausente nas mitologia dos sul na África Subsariana, Nova Guiné e Austrália ("Gondwana"). O último é o mais antigo, vindo a partir da dispersão do Homo sapiens na África, alguns 65.000 anos atrás. Com base nessas duas reconstruções, ele oferece algumas sugestões sobre os contos da (genética) "Eva Africana". Muita atenção é dada a parte dos desenvolvimentos paralelos em arqueologia, a paleontologia, a genética e a linguística. Ele também faz algumas sugestões sobre a persistência destes mitos nas atuais religiões.

### Filogeneticamente
Como os genes, os mitos evoluem por um processo de descendência com modificação. Os paralelos notáveis entre a evolução biológica e a mitológica permiti o uso de estatísticas computacional para inferir o grau de parentesco evolutivo e construir a mais provável árvore filogenética para a família mitológica. Filogenias mitológicas construído com mitemas apoiados por baixa transmissões horizontais (empréstimos), difusões históricas (às vezes pré-histórica) e pontuada evolução. Além disso, a protoversão poderia ser estatisticamente reconstruída. Filogenia mitológica também são um meio potencialmente poderoso para testar hipóteses sobre as relações culturais entre os contos.

## Alguns paralelos mitológicos

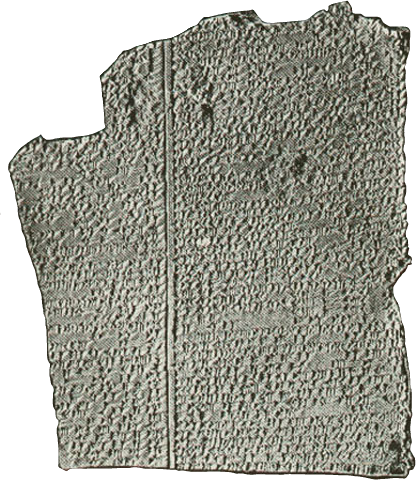
Tabula de Gilgamesh

A mitologia comparada descobriu uma série de paralelos entre os mitos de diferentes culturas, incluindo alguns temas muito generalizados, recorrentes e elementos do enredo. Aqui estão alguns exemplos.

### Mito da inundação
Culturas ao redor do mundo tem contado histórias sobre um grande dilúvio. Em muitos casos, a inundação deixa apenas um sobrevivente ou um grupo de sobreviventes. Por exemplo, o babilônico Epopeia de Gilgamesh e o hebraico da Bíblia falam de um dilúvio global, que destruiu a humanidade e de um homem que salvou as espécies da Terra, levando-os a bordo de um barco. Histórias semelhantes de um único sobrevivente do dilúvio aparecem na mitologia hindu, bem como a grega e a mitologia asteca.

### O sacrifício divino
Muitas culturas têm histórias sobre figuras divinas, cuja morte cria uma parte essencial da realidade. Estes mitos parecem especialmente comum entre as culturas que crescem cultivam, particularmente tubérculos. Um tal mito do povo wemale da ilha de Seram, Indonésia, fala de uma garota milagrosamente concebida, chamada Hainuwele, cujo cadáver assassinado brota alimentos cultivados pelas pessoas. O mito Chinês de Pangu, o mito indiano védico de Purusha, e o mito nórdico de Ymir, todos falam de um gigante cósmico que é morto para criar o mundo.

### A morte do deus
Muitos mitos apresentam um deus que morre e, muitas vezes, retorna à vida. Tais mitos são particularmente comuns nas mitologias do Oriente Próximo. O antropólogo Sir James Frazer, comparou estas mortes do deus em sua obra multi-volume, O Ramo de Ouro. O deus egípcio Osíris e deus Tamuz da Mesopotâmia, são exemplos da "morte do deus", enquanto os mitos gregos de Adonis (apesar de um mortal) tem sido muitas vezes comparado ao de Osíris e o mito de Dionísio também dispõe de morte e renascimento. Alguns estudiosos notaram semelhanças entre as histórias politeístas da morte dos deuses com a história cristã de Jesus de Nazaré.

### A estrutura das histórias dos heróis
Um número de eruditos têm sugerido que as histórias de herói de várias culturas têm a mesma estrutura subjacente. Otto Rank, que começou sua carreira como um seguidor de Sigmund Freud, argumentou que as histórias do nascimento dos heróis, têm em comum uma estrutura Oedipal. Outros estudiosos, incluindo o capitão FitzRoy, Somerset, 4º Barão de Raglan e, mais recentemente, Joseph Campbell, também sugeriu que as histórias de herói compartilham uma estrutura comum. Alguns mitólogos comparatistas, olham para as semelhanças entre os heróis dentro de uma determinada gama geográfica ou étnica. Por exemplo, o estudioso austríaco, Johann Georg van Hahn, tentou identificar uma estrutura comum subjacente de um herói "ariano" nas histórias. Outros, como Campbell, propõem teorias sobre histórias de heróis em geral. De acordo com a hipótese do "monomito" de Campbell, as histórias de herói de todo o mundo têm em comum uma estrutura do enredo. Por causa da sua natureza extremamente comparativa, o monomito é menos louvado no estudo mainstream da mitologia.

### Axis mundi
Muitas mitologias falam de um lugar que fica no centro do mundo e atua como um ponto de contato entre os diferentes níveis do universo. Este "axis mundi" é muitas vezes marcado por uma árvore sagrada ou outro objeto mítico. Por exemplo, muitos mitos descrevem uma grande árvore ou a uma coluna que une o céu, a terra e o submundo. Védica da Índia, antiga China, e os antigos germânicos, todos tinham mitos com uma "Árvore Cósmica", cujos ramos alcança o céu, e cujas raízes alcançam o inferno.

### Titanomaquia
Muitas culturas têm um mito da criação, no qual um grupo de jovens, um deus mais civilizado conquista e/ou luta contra um grupo de antigos deuses que representam as forças do caos.
Na mitologia hindu, o filho devas (deuses) batalha contra os mais velhos asuras (demônios), embora ambos são nascidos do mesmo pai, Kashyap, o neto de Brahma.
No mito grego da Titanomaquia, os deuses do Olimpo derrotam os Titãs, uma classe divina mais antiga e mais primitiva e estabelecem a ordem cósmica. Da mesma forma, os deuses celtas da vida e da luz lutam contra os Fomorians, antigos deuses da morte e da escuridão.
Este mito dos deuses derrotando demônios - a fim de conquistar o caos - é especialmente comum na mitologia indo-europeia. Alguns estudiosos sugerem que o mito reflete a antiga conquista indo-europeia dos povos indígenas durante a sua expansão para a Europa e a Índia.

### Odeus otiosus
Muitas culturas acreditam em um deus supremo que cortou contacto com a humanidade. O historiador Mircea Eliade chama esse ser supremo de um deus otiosus (um "deus ocioso"), mas esse termo também é utilizado de forma mais ampla, para se referir a qualquer deus que não interage regularmente com os seres humanos. Em muitos mitos, o Ser Supremo, retira-se para o céu após a criação do mundo. Na mitologia baluba, o deus supremo se afasta da terra, deixando o homem a procurar por ele. Da mesma forma, a mitologia dos hereros fala de um deus do céu que abandonou a humanidade nas mãos de divindades menores. Nas mitologia de culturas complexas, o ser supremo, que tende a desaparecer completamente, substituído por um forte sistema de crença politeísta.

### Mitos fundadores
Muitas culturas têm mitos descrevendo a origem de seus costumes, rituais e identidades. Na verdade, antigo e tradicional, as sociedades têm, muitas vezes, justificadas de seus costumes, alegando que os seus deuses ou heróis míticos estabeleceu esses costumes. Por exemplo, de acordo com o mito australiano Karadjeri, os irmãos míticos Bagadjimbiri estabeleceram todos os costumes do Karadjeri, incluindo a posição em que eles vão urinar. Outro exemplo é o mito da fundação de Roma pelos irmãos Rômulo e Remo.